# Chevrolet Camaro
Chevrolet Camaro je sportovním vozem automobilky Chevrolet, divize General Motors, běžně označovaným jako muscle car nebo spíše pony car. Do prodejů vstoupil 29. září 1966 jakožto modelový ročník 1967 a byl uveden jako konkurenční model pro Ford Mustang. Automobil sdílel podvozkovou platformu a hlavní komponenty s vozem Pontiac Firebird, taktéž představeným pro rok 1967. Během výroby se vystřídaly celkem 4 generace vozu, než byla produkce ukončena v roce 2002. Značka Camaro byla ovšem oživena jako koncept v roce 2006, který nakonec vedl k začátku výroby páté generace v roce 2009.

## Počátky
První zmínky o tom, že Chevrolet připravuje konkurenci pro Ford Mustang, začaly pronikat do tisku již v roce 1965. Roku 1966 uspořádal mateřský koncern General Motors tiskovou konferenci v Detroitu, kde generální manažer divize Chevrolet Pete Estez oznámil novou produkční řadu automobilů se jménem, které odpovídalo tehdejší tradici značení pojmenování automobilů počínaje písmenem C (Corvair, Chevelle, Corvette). Poté, co bylo odhaleno jméno Camaro, se zástupci tisku zeptali, co to slovo znamená. Odpovědí bylo: "Malé zlé zvířátko, které požírá Mustangy."

## První generace (1967–1970)

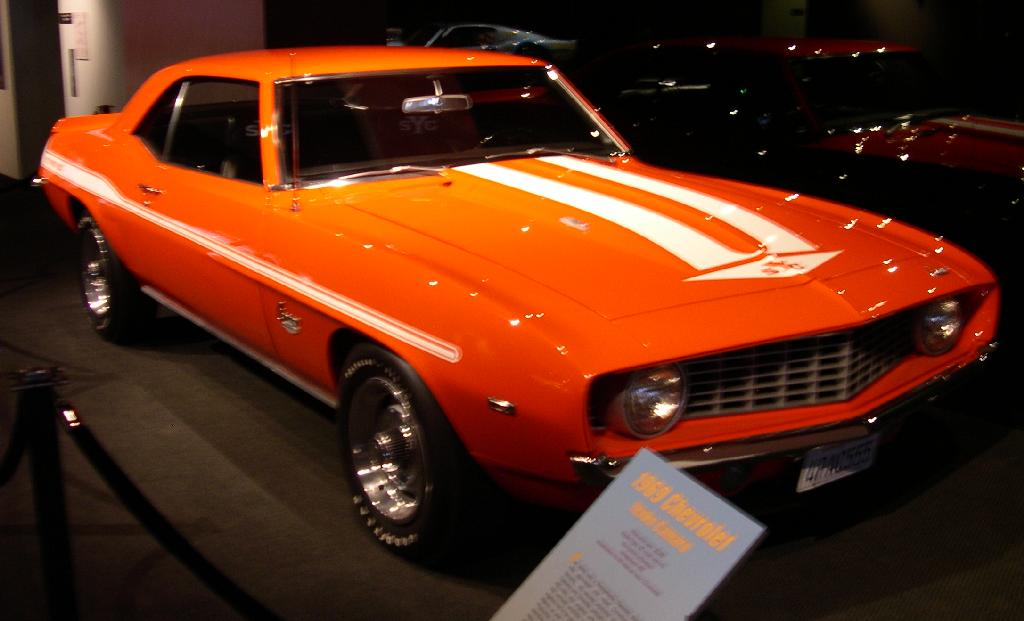
Camaro první generace

První Camaro mělo konkurovat hlavně vozu Ford Mustang, jehož úspěchu ale nikdy nedosáhlo. Bylo vyrobeno 230 799 kusů. Nebyl to ale ryze sportovní vůz jako Chevrolet Corvette, byl dodáván jako 4místné coupé nebo kabriolet. Vůz měl samonosnou karoserii a velký výběr motorů. Na výběr byly 2 šestiválce (3,8 L a 4 L) a 6 vidlicových osmiválců (od 5,3 L do 6,5 L). Dodávaly se 3 převodovky - třístupňová s pákou pod volantem, čtyřstupňová s pákou na podlaze nebo automatická. Jen málo vozů mělo sportovní SS-package se zesíleným předním odpružením, dvojitým výfukem, koly 15x7 a motorem o výkonu 257,4 kW. Stejnou výrobní platformu (avšak odlišné motorizace a drobné designové změny karoserie) sdílel i Pontiac Firebird.

## Druhá generace (1970–1981)

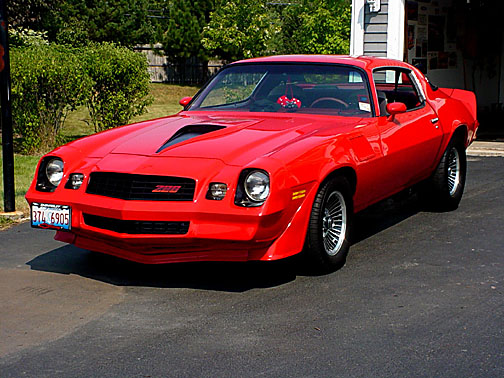
Camaro druhé generace

Druhá generace byla ve všech rozměrech větší (modelový rok 1978-81 dokonce nejdelší v historii) a změnil se i její celkový styl. Původní vnější design vycházející spíše z éry muscle-cars byl poměrně radikálně přepracován, aby více odpovídal moderním trendům a vzhledu sportovních automobilů. Zpočátku byl mírně zvyšován výkon u nejostřejších verzí, od roku 1973 se ovšem začala projevovat ropná krize a spolu s ní přišla i nutnost snižování spotřeby a emisí. Přestaly se vyrábět automobily s velkoobjemovými motory (tzv. Big-Block) a u menších osmiválců byl postupně snižován výkon.
V roce 1980 byl po dlouhých letech nahrazen řadový šestiválec tehdy novou variantou s vidlicovým uspořádáním a celkovém objemu 3,8 l.
Rok 1981 přinesl první náznaky řídící jednotky motoru. V tomto případě šlo o tzv. jednotku Computer Command Control schopnout elektronicky řídit emisní systém. Druhou novinkou bylo vybavení automatické převodovky hydrodynamickým měničem se spojkou v rámci zvýšení účinnosi přenosu výkonu a snížení emisí.

## Třetí generace (1982–1993)

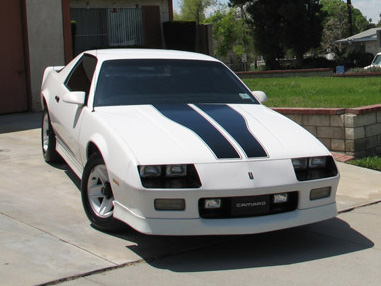
Camaro třetí generace

Třetí generace opět přinesla výraznou změnu vzhled automobilu - oblé tvary ustoupily tehdy modernějším hranatým. Vůbec poprvé se objevil v nabídce motorů řadový čtyřválec 2,5L, dále byl nově nabízen motor 2,8L V6 a dva vidlicové osmiválce o objemu 5,0 l, resp. 5,7 l. Standardně byly osazovány zpočátku třístupňovou automatickou převodovkou, již v roce 1983 však byla nahrazena převodovkou čtyřstupňovou. Ve stejném roce byla také nahrazena 4stupňová manuální převodovka novým typem s pěti stupni.
Vpředu nezávislé zavěšení kol McPherson, vzadu tuhá náprava s vinutými pružinami. S nejvyšší motorizací byla uváděna maximální rychlost 205 km/h.

## Čtvrtá generace (1993–2002)

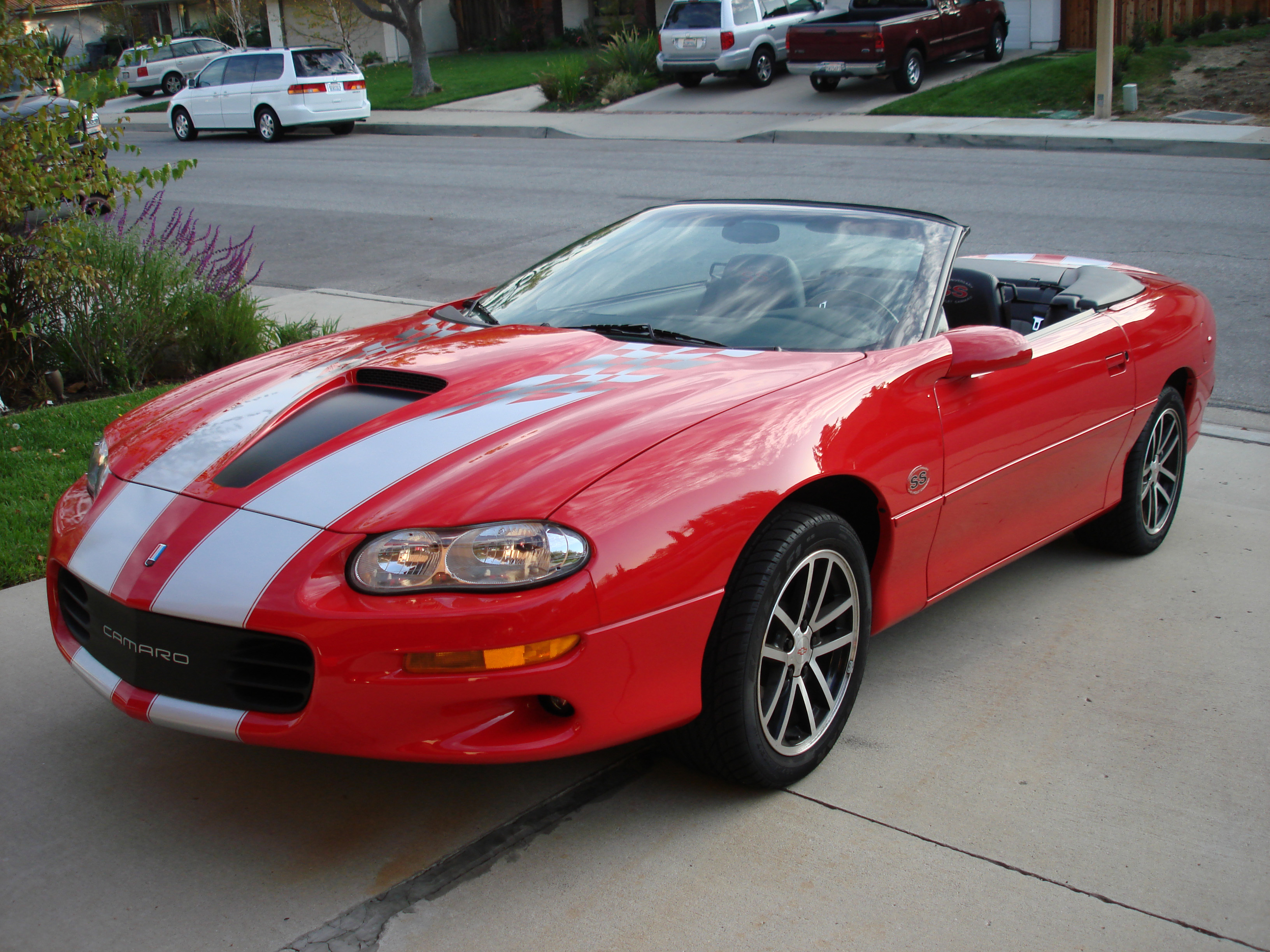
Camaro čtvrté generace

Čtvrtá generace přinesla zásadní modernizaci a snížení hmotnosti. Části karoserie (např. přední blatníky, víko kufru) byly vylisovány z plastu. K dispozici byla jako kupé nebo kabriolet. Z pohonných jednotek byly na výběr vidlicové šestiválce 3,4L, později 3,8L a samozřejmě taktéž osmiválce 5,7L. V roce 1998 prošel model faceliftem a motor 5,7L LT1 byl nahrazen úplně novým typem pocházející z modelu Corvette C5 - LS1. Jednalo se o úplně novou generaci V8 typu Chevrolet Small-Block, ovšem tato již měla kromě OHV konstrukce pramálo společného s předchozími generacemi. Tento návrh motoru se používá v postupně pozměňovaných verzích a objemových variacích dodnes (2017).
V roce 2002 byla výroba vozidel Camaro a Firebird na dlouholeté platformě F-body ukončena bez přímého nástupce.

## Pátá generace (2009-2015)

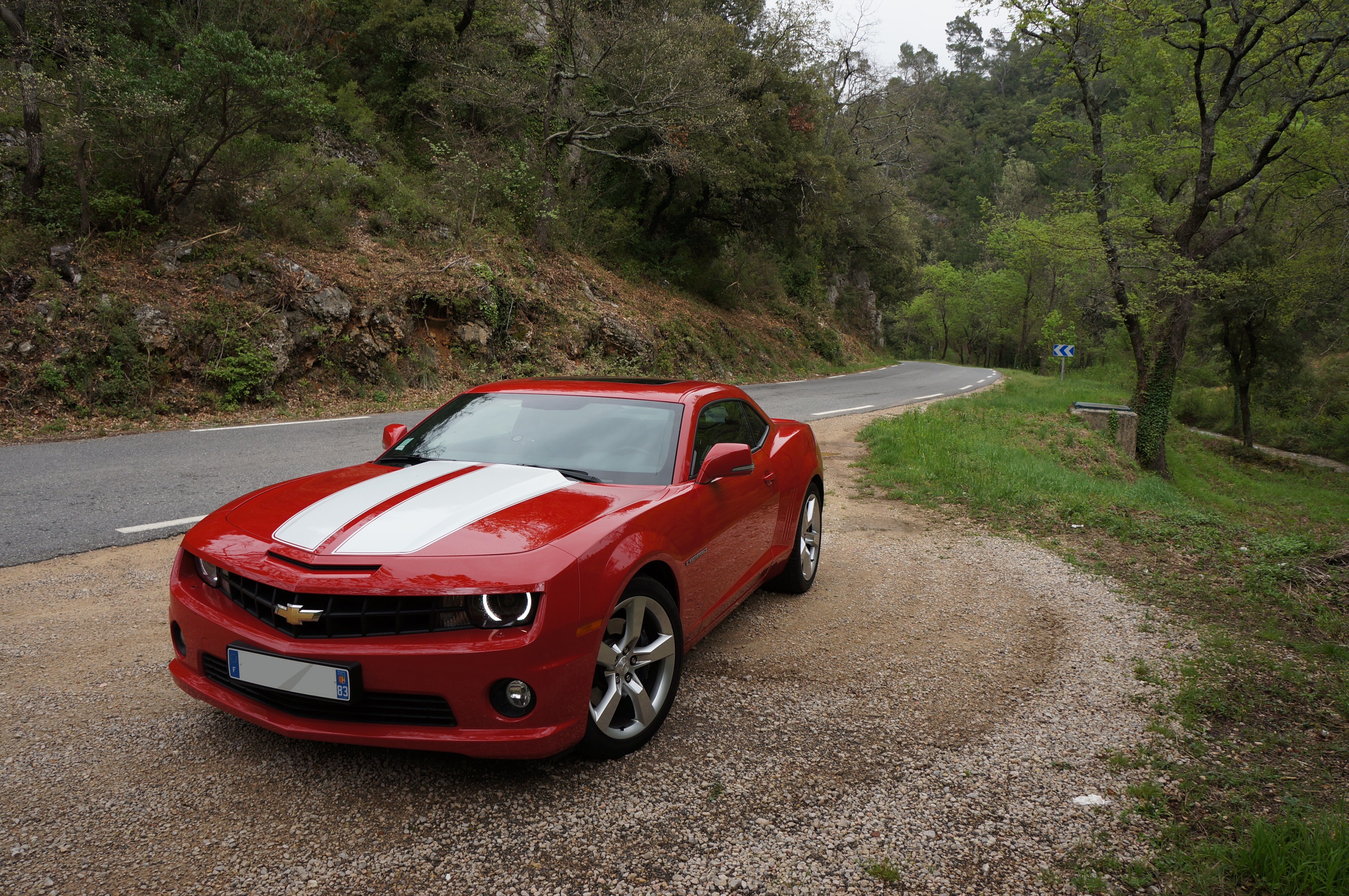
Camaro páté generace

V roce 2006 byl představen koncept nové generace vozu Chevrolet Camaro. Vzhled automobilu je inspirován první generací, a to nejen zevnějškem, ale i interiérem. Výroba tohoto modelu byla zahájena na přelomu roků 2008–2009. V současné době je v prodeji několik verzí lišících se výbavou a motorizací. V nabídce motorizací lze nalézt motory V6 o výkonu 304 koní nebo silnější osmiválec o výkonu 426 koní. Všechny varianty vozu používají náhon pouze zadních kol. Brzy po vypuštění na americký trh se podařilo překonat prodeje modelů od tradičních konkurenčních výrobců - Ford Mustang a Dodge Challenger. V roce 2011 se plánují pro uvedení do prodeje modely cabrio a Z28 (vrcholná výkonová varianta). Tento vůz hrál ve 2. polovině filmu Transformers. Výroba Chevroletu Camaro se vrátila díky režisérovi Michaeli Bayovi který použil Camaro ze 70. let v Transformers (2007) a chtěl nový model (camaru se dostalo veliké pozornosti a rostl zájem o něj). Díky jeho žádosti (a velikému zájmu publika) automobilka obnovila výrobu . Camaro lze vidět ve všech Transformers filmech, do Camara se transformoval Bumblebee . Automobilka také dodala že je to pro ně výhodnější aby se auto objevovalo                                                 ve filmech než v reklamě. 

## Šestá generace: od 2015

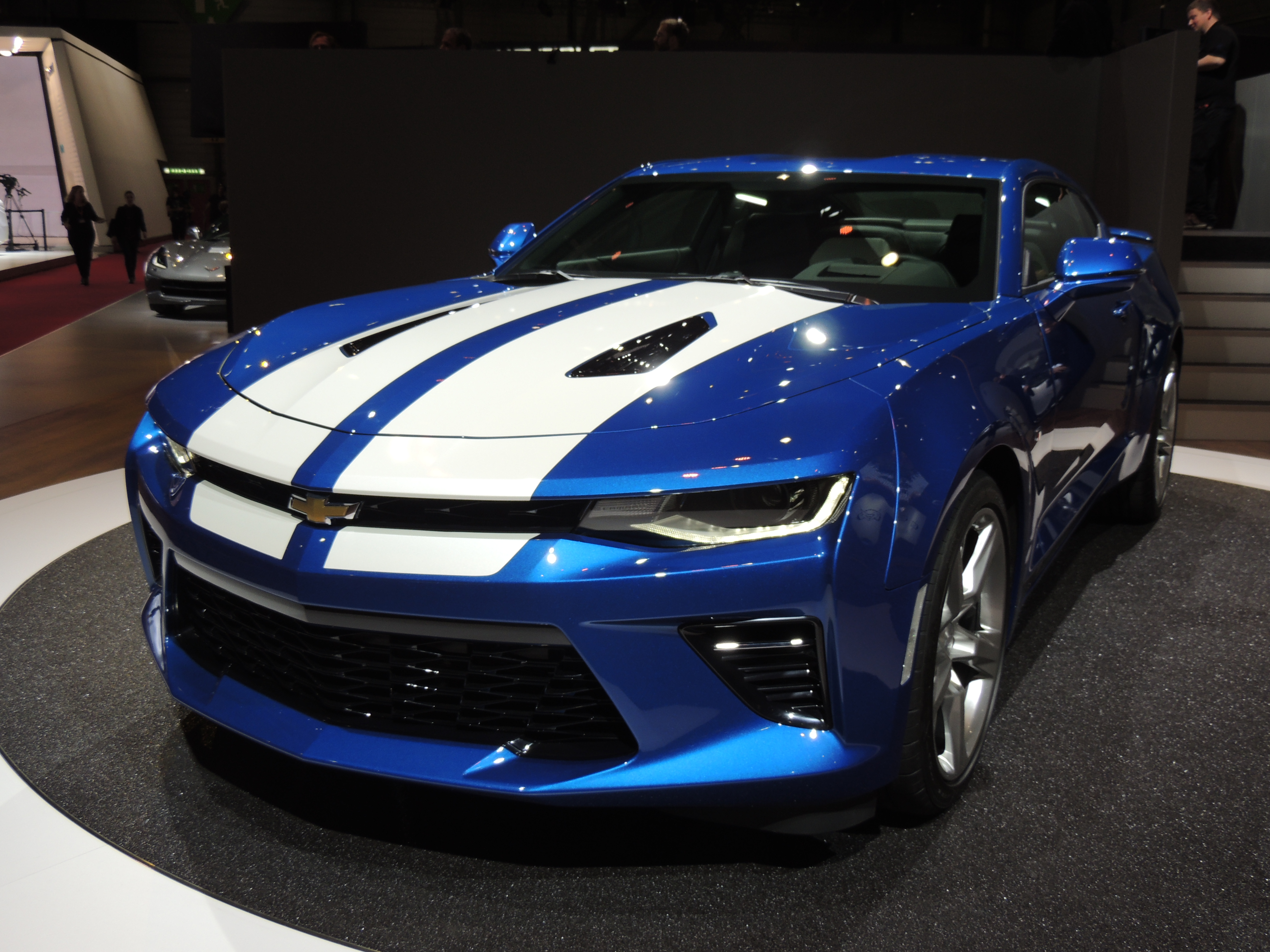
Camaro šesté generace

Šestá generace byla představena veřejnosti 16. května 2015, prodej začal ještě téhož roku ovšem jako modelový ročník 2016. Vůz používá platformu GM Alpha sdílenou s vozy Cadillac ATS a CTS, nově s přední nápravou typu MacPherson. S šestou generací se vrátila výroba do Spojených států amerických z Kanady, kde probíhala už od čtvrté generace. Stejně jako pátá generace se nabízí jako coupé a kabrio. S velmi podobnou výbavou je o 91 kg lehčí. Po dlouhé době se vrací do výroby verze se čtyřválcovým motorem 2,0 EcoTec vybaveným turbodmychadlem (205 kW / 400 N·m). Další motorizace vycházejí z předchozí generace - 3,6 V6 (250 kW / 385 N·m), 6,2 V8 (339 kW / 617 N·m) a 6,2 V8 ve verzi pro packet ZL1 s výkonem 480 kW a kroutícím momentem 880 N·m. Motorizace lze (omezeně) kombinovat buďto s manuální 6rychlostní převodovkou nebo 8stupňovou automatickou převodovkou. Model ZL1 ovšem využívá 10stupňovou automatickou převodovkou navrženou a patentovanou koncernem Ford. Model ZL1 je schopen zrychlit z 0-60 mil za hodinu (97 km/h) za 3,5 vteřiny a zajet čtvrt-míli za 11,4s. Oficiální rychlostní limit je 319 km/h.
Nové Camaro pro rok 2019 je Yenko/SC Camaro připravené pro modelový rok 2019 ve dvou stupních úprav je toho ukázkovým příkladem. V přídích těchto vozů bude uložen nově postavený a kompresorem přeplňovaný osmiválec LT1 o objemu 6,8 litru s hliníkovým blokem motoru, řadou kovaných komponentů a hlavami válců opracovanými CNC.
První z této dvojice v podobě Yenko/SC Stage I Camaro se díky svému motoru pyšní nejvyšším výkonem 622 kW (846 k), zatímco druhé provedení pojmenované Yenko/SC Stage II Camaro má nabízet výkon 745 kW (1012 k) a točivý moment 1185 N.m.